# Albrecht Zimmermann
Albrecht Wilhelm Philipp Zimmermann, född den 23 april 1860 i Braunschweig, död den 22 februari 1931 i Berlin, var en tysk botanist. Auktorsnamnet Zimm. kan användas för Albrecht Zimmermann i samband med ett vetenskapligt namn inom botaniken; se Wikipediaartiklar som länkar till auktorsnamnet.
Zimmermann blev privatdocent i Leipzig och assistent vid dess botaniska institution 1885, docent i Tübingen 1888 och 1894 extra ordinarie professor där samt sedermera docent i Berlin. Han var 1896–1901 botanist vid experimentalavdelningen för kaffe vid Buitenzorg på Java och därpå föreståndare för lantbruksstationen i Amani, Tyska Östafrika. Zimmermann skrev avdelningen Morphologie und Physiologie des Pflanzenzelle (1887) i August Schenks Handbuch der Botanik jämte andra anatomiska och fysiologiska arbeten samt skrifter över växtsjukdomarna och den tropiska växtodlingen.